# Sterre Koning
Sterre Koning (Zutphen, 23 januari 2003) is een Nederlandse zangeres en actrice.

## Opleiding
Koning behaalde haar tweetalige havo-diploma aan het Isendoorn College in Warnsveld.

## Carrière in muziek en acteren
Koning startte haar carrière als negenjarige bij Kinderen voor Kinderen en bereikte in 2016 met de groep Kisses de achtste plaats op het Junior Eurovisiesongfestival in Malta. Naast haar muzikale carrière, verwierf Koning bekendheid als youtuber, actrice en sociale influencer. Ze creëerde video's en zong voor het tijdschrift Tina, was te gast bij Serious Request 2017 in Apeldoorn, bereikte in 2018 de halve finale van The Voice Kids en bracht haar eerste single uit, getiteld I Wanna Know.
In 2019 won Koning een Nickelodeon Kids' Choice Awards voor opkomend talent en publiceerde ze het boek Waarom wachten tot je later groot bent?. Ze heeft tevens in verschillende films opgetreden, waaronder Whitestar. In 2020 bracht ze de Klimaatsong uit en plaatste het lied Zoals jij op YouTube. Ze was te gast in het televisieprogramma We Want More en deed mee aan The Passion in 2021.
Tijdens de EO-Jongerendag in 2022 maakte ze een statement door een regenboogvlag te tonen en te verkondigen: "God houdt van iedereen. En liefde is voor iedereen". Later dat jaar speelde ze een hoofdrol in de film de Tatta’s.
Ze treedt regelmatig op samen met Waylon. In 2023 kwam in het nieuws dat ze kampt met mentale problemen.

## Extra activiteiten
Naast haar muzikale en acteerwerkzaamheden, heeft Koning ook samengewerkt met mode- en accessoiremerken om haar naam te verbinden aan producten zoals broeken en tassen.

## Filmografie
| Film       | Film                                  | Film                     | Film                           |
| Jaar       | Titel                                 | Rol                      | Opmerkingen                    |
| ---------- | ------------------------------------- | ------------------------ | ------------------------------ |
| 2017       | Misfit 1                              | Jurylid                  |                                |
| 2018       | De Film van Dylan Haegens             | Sterre                   |                                |
| 2019       | Project Gio                           | Meisje 1 bezorging pizza |                                |
| 2019       | Whitestar                             | Angela                   | Hoofdrol                       |
| 2019       | Misfit 2                              | Jurylid                  |                                |
| 2022       | De Tatta's                            | Jessica van Kempen       | Hoofdrol                       |
| 2023       | De Tatta's 2                          | Jessica van Kempen       | Hoofdrol                       |
| 2024       | Vuur & vlam                           | Madelief                 | Bijrol                         |
| Televisie  |                                       |                          |                                |
| Jaar       | Titel                                 | Rol                      | Opmerkingen                    |
| 2013- 2014 | Kinderen voor Kinderen                | Zichzelf                 |                                |
| 2016       | Junior Eurovisiesongfestival          | Lid Kisses               |                                |
| 2018       | The Voice Kids                        | Kandidate                |                                |
| 2019       | 100% Coco New York                    | Sterre                   |                                |
| 2019       | Brugklas                              | Zichzelf                 | 1 aflevering                   |
| 2020       | We Want More                          | Zichzelf                 | In 25-koppige jury             |
| 2020       | Britt's Beestenbende                  | Deelneemster             | Team Tim                       |
| 2021       | The Passion 2021                      | Discipel                 |                                |
| 2022       | Dance Camp                            | Jill                     | Hoofdrol                       |
| 2022       | Dag van de Hoop: Vergeef je mij       | Yuna                     |                                |
| 2022       | Voor het blok                         | Deelneemster             | Samen met Leendert de Ridder   |
| 2023       | Steven en Jamie Kazàn - Road to Vegas | Zichzelf                 | 1 aflevering                   |
| 2024       | Say Whut!?                            | Deelneemster             | Samen met Rein van Duivenboden |
| 2024       | De Tatta's: de serie                  | Jessica van Kempen       | Hoofdrol                       |